# Elma Kohlmeyer de Estrabou
Elma Kohlmeyer Napal de Estrabou (Punta Alta, 23 de diciembre de 1928-Viedma, 19 de noviembre de 1997) fue una filósofa y bibliotecaria argentina.

## Biografía
Nació en la ciudad de Punta Alta, provincia de Buenos Aires. Fueron sus padres Ernesto Kohlmeyer (ingeniero naval alemán) y Margarita Napal. Estudió como bachiller en el Liceo Nacional de Señoritas, de la ciudad capital de Córdoba. Y en 1957, obtuvo la licenciatura en filosofía por la Facultad de Filosofía y Humanidades de la Universidad Nacional de Córdoba. Allí desarrolló actividades académicas, y en 1959 fue nombrada como directora de la Biblioteca y estuvo en ese cargo hasta 1962. 
Durante la dictadura cívico-militar que gobernó el país de 1976 a 1983, Estrabou vivió un “exilio interno” y, si bien su familia soportó miedo y hasta una irrupción de facinerosos en su casa, en ese momento personas como Gloria Edelstein le dieron su apoyo para transitar ese difícil momento. Recién para el 29 de abril de 1985 fue reintegrada definitivamente, después de superar dificultades administrativas en relación con su cargo docente.
Falleció en la ciudad de Viedma, provincia de Río Negro, el 7 de julio de 1997.

## Honores

### Eponimia
- Biblioteca Central “Elma Kohlmeyer de Estrabou” Pabellón Agustín Tosco - Módulo "C", de la Ciudad Universitaria de la UNC, X5000 HUA, Córdoba (Argentina)[5][6]